# Shlomo Lorincz
Shlomo Lorincz (5 de marzo de 1918 - 19 de octubre de 2009) fue un político israelí que sirvió como miembro de la Knéset en el partido Agudat Yisrael, desde 1951 hasta 1984, y un fue confidente cercano de muchos Ajaronim.

## Biografía
Nacido en Budapest, entre 1933 y 1935, estudió con el Rabino Yaakov Yechezkiya Greenwald en la Papa Yeshiva de Hungría. A finales de 1935, fue a Polonia para estudiar en la Yeshiva Mir. Luego regresó a Hungría y desde allí Lorincz hizo Aliá al Mandato británico de Palestina en 1939, y estuvo involucrado en la inmigración ilegal de judíos de Hungría. En su juventud, estuvo involucrado en la organización clandestina radical Brit HaKanaim, que buscaba establecer un estado halájico en Israel imponiendo la ley religiosa judía en el país.  En 1949, estuvo entre los fundadores del moshav Komemiyut y más tarde ayudó a fundar dos aldeas juveniles: Sde Hemed (ahora un moshav) y Hazon Yehezkel (ahora llamado Aluma). En 1956, ayudó a fundar la empresa de Vivienda y Desarrollo de Agudat Yisrael. 
Fue elegido miembro de la Knéset por primera vez en 1951 en la lista Agudat Yisrael. Fue reelegido en 1955 como parte de la lista del Frente Religioso de la Torá (una alianza de Agudat Yisrael y Poalei Agudat Yisrael). Fue reelegido nuevamente en 1959, 1961, 1965, 1969, 1973, 1977 y 1981. Entre 1974 y 1984 presidió la comisión de finanzas, una gran parte del papel moneda israelí lleva su firma. Cuando era joven, el Rabino Lorincz se convirtió en un confidente cercano de algunas de las personalidades de la santa Torá más prominentes de su generación, incluidos el Rabino Abraham Yeshaya Karelitz (el Chazon Ish), el Rabino Elazar Shach y el Rabino Yitzchok Zev Soloveitchik de Brisk, más tarde Lorincz recopiló sus memorias de esa época en un libro.